# Eskilstuna City FK

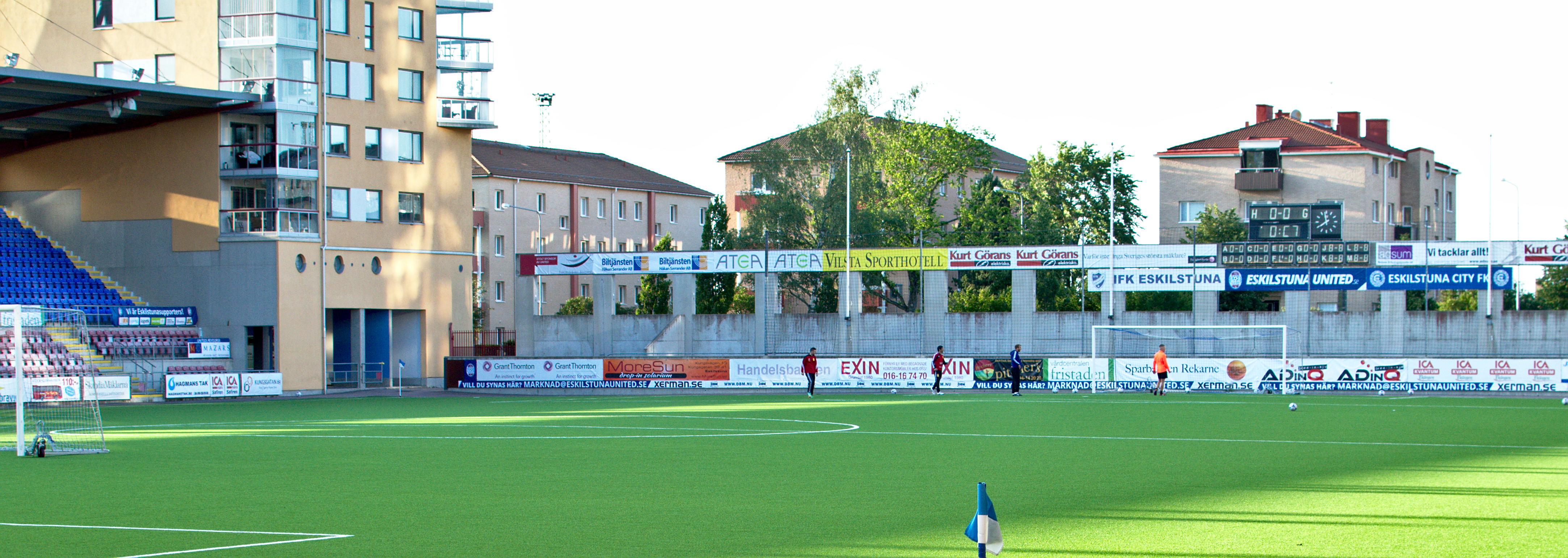
Tunavallen där klubben spelar sina hemmamatcher.

Eskilstuna City FK är en fotbollsklubb i Eskilstuna (Södermanlands län) som säsongen 2025 spelar i division 5 Södermanland. 
Hemmadressen består i dag av blåvitrandig tröja, blå byxa och blå strumpor, men historiskt är den ljus- och mörkblårandig tröja och ljusblå byxor. Klubben som kallas "Randigt" har spelat en säsong i allsvenskan (1925/1926) och totalt 18 säsonger i den näst högsta serien.[källa behövs] De befann sig på 63:e och näst sista plats i den allsvenska maratontabellen efter säsongen 2017. Publikrekordet är från division 2-derbyt mot IFK Eskilstuna våren 1955, då 13 038 åskådare såg matchen.

## Historia
Klubben bildades den 1 november 1907 som IK City. Under namnet IK City spelade föreningen i allsvenskan säsongen 1925/1926. IK City tog bara sex poäng (7 poäng i ett trepoängssystem) och kom sist i tabellen, 10 poäng under nedflyttningsstrecket. Tre av de sex poängen togs i derbymatcherna mot IFK Eskilstuna, som kom på nionde plats i allsvenskan samma år. Eskilstuna är därmed en av få städer som har haft två lag i allsvenskan samtidigt.
Efter 23 år tog City den 8 oktober 2011 steget upp i division 1 genom att vinna sin serie med 2 poäng före andraplacerade FoC Farsta. City tog 47 poäng, med en målskillnad på 39 plusmål, 53 gjorda med bara 14 insläppta mål. Säsongerna 2012 och 2013 spelade klubben i division 1.

## Samarbete med AFC United

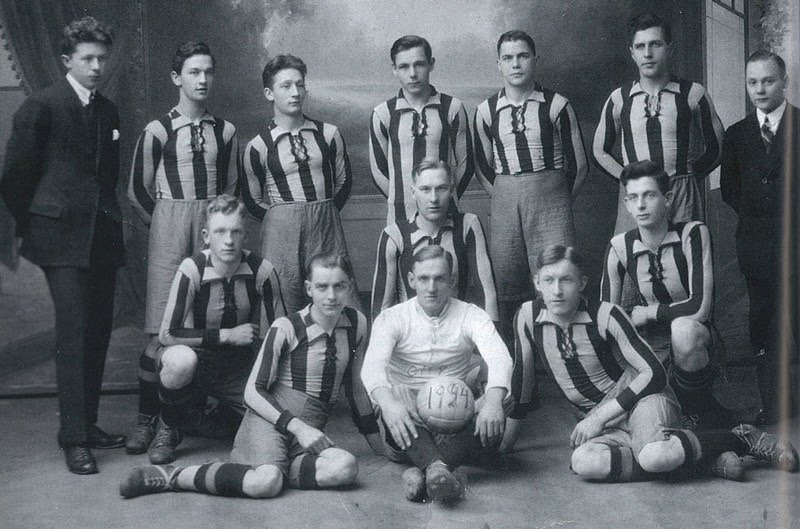
IK City från Eskilstuna, som tog steget upp i högstaligan år 1925, i den ursprungliga spelardräkten mörkblå o. ljusblå långrandig tröja och ljusblå byxor.

Inför säsongen 2017 ett påbörjade klubben ett samarbete med AFC United. Båda klubbarna fortsatte vara separata föreningar, och fortsatte ha var sitt A-lag i var sin serie precis som före samarbetet. Måndagen den 24 oktober 2016 klockan 19:29 röstade den 109-åriga klubbens medlemmar för ett samarbete med AFC United vid ett extra årsmöte. Föreningen tog också beslut att fokusera på utbildning av ledare och spelare för att skapa en bra tillväxt av spelare till Citys och AFC:s A-lag.[källa behövs] Ett syfte som angavs var att utveckla fotbollen i staden.[källa behövs]
Det totala medlemsantalet var 2007 cirka 920 personer och 2017 cirka 740 medlemmar.[källa behövs] Upptagningsområde för barn är i huvudsak Årby, Skiftinge och Slagsta. I äldre åldrar söker sig ungdomar från hela Eskilstuna och Sörmland sig till klubben.

## Ungdomsverksamhet
Klubben bedriver ett aktivt integrationsarbete med målsättningen att utbilda och att utveckla ungdomar till kloka spelare och bra medmänniskor.

## Meriter
- Den 2 februari 2002 vann City inomhus-SM i Ryahallen i Borås.[källa behövs]

## Kända Cityprofiler
- Andreas Alm har City som moderklubb. Spelade där 1989-1994 och 2006-2007. Var även huvudtränare under säsongen 2008.
- Sebastian Larsson spelade för klubben till 2001 innan han flyttade till Arsenal, men är fostrad i IFK Eskilstuna.
- Filip Rogic spelade för klubben 2010-2012
- Simon Lundevall spelade för klubben 2005-2008
- Viktor Prodell spelade för klubben 2007-2008
- Rebin Sulaka spelade för klubben 2010-2012
- Mikael Danielson har spelat för klubben men är fostrad i IFK Eskilstuna.
- Nordin Gerzic har City som moderklubb och spelade där 1994-1997
- Nicklas Bergh kom till AIK från Eskilstuna City.
- Mats Haglund har spelat för klubben.
- Dan Sahlin tillhörde City under 2002.
- Hans Mild spelade för City 1970 i dåvarande näst högsta serien.
- Sven Dahlkvist, även känd som "Dala" har varit tränare under två säsonger.
- Bengt Anlert var tränare i City mellan 1977 och 1981.

## Hemmaplan
Hemmaarena var tidigare klassiska Tunavallen, en arena klubben delade med division 3-laget IFK Eskilstuna och damlaget Eskilstuna United.
Kommunägda Tunavallen genomgick också en stor renovering och var klar för spel 2002, då med 8 000 platser och med de moderna 17-våningstornhusen, ett i varje hörn av arenan. 
Under 2008 blev "Vallen" utrustad med den senaste generationens konstgräs.
Pojklagen och juniorlaget bedriver sina träningar på Årby IP i norra Eskilstuna. Där spelar även A-laget numera sina matcher. 

## Samarbeten
Eskilstuna City FK blev certifierade hos Svensk Elitfotboll (SEF) 2016 och klubben ingår sedan 2007 i Eskilstuna Elitfotboll tillsammans med IFK Eskilstuna, Hällbybrunns IF och Torshälla/Nyby IS.

## Junior- och ungdomsfotboll
Eskilstuna City hade ett starkt juniorlag som tampades med de allra bästa i Juniorallsvenskan Elit under ett antal års tid. 2010 slutade man femma i Juniorallsvenskan Elit Norra, och kvalificerade sig för JSM-slutspelet. Där tog det dock stopp i åttondelsfinalen borta mot IF Elfsborg. 2009 segrade laget i Gothia Cup's juniorklass.
Klubben har alltid haft en stark ungdomssektion och finns ofta representerade i Pojkallsvenskan. Under jubileumssäsongen 2007 (då City fyllde 100 år) spelade över 230 ungdomar i tolv olika lag i Citys ungdomssektion. Säsongen 2025 var man efter många tunga år tillbaka i en nationell serie då U16-laget spelade i division 1. 

## Placering i seriespelet
1992 – 8:a i div 2 M Svealand/1:a i div 3 höst
1993 – 6:a i div 2 V Svealand
1994 – 9:a i div 2 V Svealand
1995 – 6:a i div 2 V Svealand
1996 – 9:a i div 2 V Svealand
1997 – 7:a i div 2 V Svealand
1998 – 6:a i div 2 V Svealand
1999 – 7:a i div 2 V Svealand
2000 – 6:a i div 2 V Svealand
2001 – 7:a i div 2 V Svealand
2002 – 6:a i div 2 V Svealand
2003 – 5:a i div 2 V Svealand
2004 – 10:a i div 2 V Svealand
2005 – 10:a i div 2 N Svealand
2006 – 5:a i div 2 Ö Svealand
2007 – 2:a i div 2 Ö Svealand
2008 – 2:a i div 2 S Svealand
2009 – 7:a i div 2 S Svealand
2010 – 9:a i div 2 S Svealand
2011 – 1:a i div 2 S Svealand (Avancemang till div 1)
2012 – 6:a div 1 Norra
2013 – 13:e div 1 Norra (nedflyttade till div 2)
2014 – 5:a i div 2 S Svealand
2015 – 4:a i div 2 S Svealand
2016 – 4:a i div 2 S Svealand
2017 – 8:a i div 2 N Svealand
2017 – 14:e i div 2 S Svealand (nedflyttade till div 3)
2023 - 12:a i div 3 V Svealand (nedflyttade till div 4)
2024 - 12:a i div 4 Sörmland (nedflyttade till div 5)

## Publiksnitt de senaste säsongerna
Under 2007 hade Eskilstuna City högst publiksnitt av alla division 2-föreningar i hela landet,  vilket även hade gett en sjätteplats bland division 1-lagen.
2003 - 424
2004 - 506
2005 - 359
2006 - 614
2007 - 841
2008 - 824
2009 – 454
2010 – 333
En av förklaringarna till de senaste två årens publiköknining är att City spelat derbyn mot IFK Eskilstuna som dragit ordentligt med folk till Tunavallen. Under 2007 såg t.ex. hela 4 121 personer division 2-derbyt på Tunavallen, en i sammanhanget mycket imponerade siffra!